# Église de la Merci de Ronda
 (juin 2023).

L'église de la Merci de Ronda en Andalousie (Espagne), date de 1585. 

## Source de traduction
- (es) Cet article est partiellement ou en totalité issu de l’article de Wikipédia en espagnol intitulé « Iglesia de la Merced (Ronda) » (voir la liste des auteurs).